# Vicente Reyes
Pedro Vicente Reyes Palazuelos (Santiago, 24 de octubre de 1835-ibíd., 16 de diciembre de 1918) fue un abogado y político chileno. Se desempeñó como diputado, senador y ministro del Interior en el gobierno de Aníbal Pinto. Durante su estadía en el Senado, presidió la cámara alta en tres ocasiones. Mantuvo su cargo senatorial hasta su fallecimiento en 1918.
En 1896, fue proclamado candidato a la presidencia de la República por la Alianza Liberal, siendo derrotado por muy poca diferencia por Federico Errázuriz Echaurren, logrando 139 votos de 282 electores, correspondientes al 49,29%. Posteriormente fue nombrado consejero de Estado.[cita requerida]

## Biografía
Nació en Santiago de Chile, el 24 de octubre de 1835. Sus padres fueron Manuel Reyes Saravia y Mercedes Palazuelos Astaburiaga.
Se casó en Santiago, el 15 de junio de 1860, con Luisa Solar Valdés y tuvieron diez hijos.
Cursó humanidades en el Instituto Nacional, y una vez recibido de bachiller, cursó leyes en la Universidad del Estado hasta obtener su diploma de abogado en 1858; su memoria de título: Derecho natural: la propiedad literaria.

## Carrera profesional
En 1856 ya figuró como literato y como periodista, en El Ferrocarril, palenque glorioso de las más nobles falanges de escritores nacionales; fue su redactor durante algún tiempo. Aquí fue donde hizo sus primeras campañas; colaboró también, en La Semana desde 1858, al lado de los Arteaga Alemparte.
Fue jefe de sección de los ministerios del Interior y de Instrucción Pública entre 1857 y 1861, fecha en que renunció y se dedicó entonces, de lleno a su profesión de abogado, que había comenzado a ejercer en 1858.
Fue académico de la Facultad de Leyes de la Universidad del Estado.
Varias instituciones contaron con él, como miembro de sus cuerpos directivos.
Compartió con Marcial Martínez, el patriarcado del liberalismo chileno. En 1869 fue presidente del histórico Club de la Reforma y pasó a figurar entre los importantes del Partido Liberal (PL).

## Carrera política
Comenzó su carrera política, al ser nombrado ministro del Interior, en el gobierno del presidente Aníbal Pinto, el 27 de octubre de 1877, cargo que sirvió hasta el 5 de agosto de 1878.
Por primera vez en el Congreso, resultó electo diputado suplente por Ovalle, por el período 1861-1864. Se incorporó el 3 de junio de 1862.
Años más tarde, fue electo diputado propietario por Talca, por el período 1870-1873. Integró la Comisión Permanente de Elecciones y Calificadora de Peticiones.
Participó en el Congreso Constituyente de 1870, cuyo objetivo fue reformas a la Carta Fundamental de 1833.
Continúo en el Congreso, al ser electo diputado propietario en representación de Valparaíso, por el período 1876-1879. Durante este periodo legislativo integró la Comisión Permanente de Constitución, Legislación y Justicia.
En las parlamentarias de 1879, fue reelecto diputado propietario por la misma provincia, para el período 1879-1882. Continuó integrando la Comisión Permanente de Constitución, Legislación y Justicia.
En 1885 participó activamente en la campaña electoral para la presidencia de la República, en favor del también abogado José Francisco Vergara.
Dejó la Cámara de Diputados, para postular por un escaño al Senado, resultando electo senador propietario por Coquimbo, por el período 1885-1891. Fue presidente del Senado, desde el 5 de junio de 1889 hasta abril de 1891; miembro de la Comisión Permanente de Gobierno y Relaciones Exteriores. Miembro de la Comisión Conservadora para el receso 1889-1890; y 1890-1891. Fue electo por tres años, en 1888, como subrogante (s) de José Manuel Balmaceda. En 1891, siendo partidario del Congreso, no firmó el acta de deposición del presidente Balmaceda.
En 1894, el almirante Jorge Montt lo llamó a La Moneda para confiarle la organización de un ministerio de coalición, pero declinó tal honor, manteniéndose dentro de sus convicciones liberales.
En las elecciones parlamentarias de 1894, ganó un escaño a senador por Santiago, por el período 1894-1897. Se desempeñó por segunda vez como presidente del Senado, ejerciendo desde el 26 de abril de 1895 hasta el 27 de abril de 1896. En este periodo continuó integrando la Comisión Permanente de Gobierno y Relaciones Exteriores. Además, fue miembro de la Comisión Conservadora para el receso 1895-1896. Electo por tres años, por acuerdo adoptado por el Senado en sesión del 1 de septiembre de 1893, con el fin de regularizar la elección del Senado por parcialidades.
En 1896 la Alianza Liberal lo proclamó como candidato a la presidencia de la República, pero perdió las elecciones, a pesar de haber sido el favorito, porque algunos de sus electores desertaron de bando.
Luego de las elecciones, se mantuvo en el Senado, al resultar reelecto senador por Santiago, por el período 1897-1903. Integró la Comisión Permanente de Relaciones Exteriores, que con fecha 20 de octubre de 1897, se integraron como nuevas Comisiones, separadas, según un acuerdo adoptado el día anterior, la de Relaciones Exteriores y la de Gobierno. Miembro de la Comisión Conservadora para el receso 1899-1900.
Reelecto senador, por segunda vez consecutiva en representación de Santiago, por el período 1903-1909. Permaneció integrando la Comisión Permanente de Relaciones Exteriores; miembro de la Comisión Conservadora para el receso 1903-1904; 1904-1905; 1905-1906; 1906-1907; 1908-1909.
Reelecto senador por la misma provincia, por el período 1909-1915. Fue nombrado presidente del Senado, el 25 de agosto, funcionando hasta el 14 de diciembre de 1909; nuevamente integró la Comisión Permanente de Relaciones Exteriores, de la que fue presidente en los últimos años de este período senatorial; miembro de la Comisión Conservadora para el receso 1909-1010; 1910-1911.
Por última y cuarta vez consecutiva fue reelecto senador por Santiago, por el período 1915-1921. Integró la Comisión Permanente de Relaciones exteriores, de la que fue presidente. Falleció en julio de 1918, sin poder completar su periodo senatorial. El 3 de junio de 1919 se incorporó en su reemplazo, Juan Enrique Concha Subercaseaux.
Su deceso se produjo a causa  de una bronconeumonía, el 6 de julio de 1918, a la edad de 83 años.